# Bustretjärnet
Bustretjärnet är en sjö i Strömstads kommun i Bohuslän och ingår i Strömsån-Enningdalsälvens kustområde. Sjöns area är 0,0075 kvadratkilometer och den är belägen 45 meter över havet.